# 한국정보통신대학교
한국정보통신대학교(韓國情報通信大學校, Information and Communications University)는 대한민국의 대전광역시 대덕연구단지 내에 설립된 IT계열 특성화 대학이다. 정보통신부 및 다수의 IT관련업체, ETRI 등의 주도로 만들어졌다. 정보통신부 장관이 이사장을 맡아왔으나 2007년 10월에 이사직을 사임하였다. 이후 2009년 3월 1일, KAIST와 통합되면서 KAIST-ICC가 설립되었다.
본래는 한국정보통신대학원대학교로, 대학원 과정만 존재하였으나, 2002년에 공학부와 IT경영학부 등 학부 과정을 설립하여 한국정보통신대학교로 교명을 개정하였다. 학부생은 매년 120명 정도를 받아들였다.(공학부 90명, IT경영학부 30명) 대학원 외국인 비율은 10%를 훨씬 상회하며, 학부는 과학고, 외국어고 등 특수목적고 출신 학생이 절반을 넘게 차지했다. 정시모집의 경우 대학수학능력시험에서 2개 영역 이상에서 1등급을 받은 학생에게 지원자격이 주어졌다(초기에는 전체등급 1등급이 지원 최소 자격이었다). 전공 전과목은 영어로 진행되며, 1년 3학기제를 도입, 3년 조기졸업이 가능하다. 연차 이내의 학생에 한하여 전액 장학금을 지원했다. 2006년 당시 학부생, 대학원생 총 학생수는 약 1500명 정도였다.

## 연혁
- 1998년 한국정보통신대학원대학교 개교
- 2002년 한국정보통신대학교로 교명 변경
- 2009년 한국과학기술원과 통합

### ICU-KAIST통합
2004년에 감사원은 정보통신부의 ‘정보화근로사업 및 정보화촉진기금 사업’에 대한 감사에서 국가기관 및 공공단체는 사립학교를 설립할 수 없음에도 불구하고 정통부가 규정을 어기고 사립학교 형태의 ICU를 세워 기금의 일부를 운영비로 지원하는 불합리성을 보였다'며 사립대인 ICU가 국가 기금인 정보화근로사업 및 정보화촉진기금에 의존해 설립되었다는 점이 형평성에 어긋나며 불법행위라고 지적했다.
이에 한나라당 김영선 의원은 국회에서 꾸준히 문제를 제기하였다. 2007년도 예산안에는 KAIST와의 통합을 전제로 ICU에 대한 예산지원을 국회에서 승인하였으나 2008년도 예산안의 ICU 국비 지원안은 기획예산처에서 전액삭감되었다. 이에 대한 해결책으로 특별법을 제정하거나, 인수희망자 등의 후원자를 구하거나, 한국과학기술원과의 통합하는 방안이 제시되었다. 특별법 제정은 국회에서 반대로 힘든 형편이고, 인수희망자도 없는 실정이라, 한국과학기술원과의 통합방안이 유일한 해결책의 하나로 떠올랐다. 당시 이사회에서는 거듭 결정을 연기하고 있었고 일부 이사진과 총장이 통합에 반발하였다. 허 총장은 양교 통합과 관련, ICU 학부생의 96%가 KAIST와의 하향식 통합에 반대하고 있다는 내용을 담은 설문조사 결과를 이사회에 제출했다. 또한 제17대 대통령직 인수위원회의 정부조직 개편안은 양 대학에 혼란을 가중시키고 있었다. 한동안 통합 논의가 중단되었으나, 2008년 4월에 정부가 KAIST-ICU 통합이 이뤄진다면 그간 ICU에 지원해오던 매년 75억의 예산을 3년간 지원하기로 약속하여 논의가 재개되었다. 2008년 5월 22일, 통합에 관한 MOU가 교환되어 통합이 기정사실화되었고, 2009년 1월 16일에는 한국과학기술원법 개정안이 국회를 통과하여 통합이 법적으로 가능하게 되었다. 2009년 3월 ICU는 KAIST와 합병하여 KAIST ICC(IT Convergence Campus.KAIST 문지캠퍼스)로 바뀌었다.
통합 이후 기존 ICU 공학부는 KAIST 정보과학기술대학 정보통신공학과로 변경되었으며, 기존 ICU 공학부 재학생은 희망에 따라 KAIST 전산학과 또는 전기및전자공학과로 전과가 가능했다.
- 2007년 10월 5일 학부생 200여명은 서울 정보통신부 건물 앞에서 조속한 통합을 촉구하는 시위를 벌였다. 이들은 “ICU가 학교 정체성과 관련해 법적·정치적 문제로 위기에 처해 있다”며 “학생과 학부모들은 KAIST와의 통합을 원하고 있지만 총장과 경영진 등에 의해 추진되지 못하고 있다”고 주장했다.[9]
- 2007년 10월 8일 이날 열린 이사회에 허운나 총장은 통합에 반대하며 총장직에서 사임의사를 표명했다.[10]
- 2008년 3월 27일 KAIST 서남표 총장이 'ICU의 요구가 과다해 통합이 어렵게 됐다'고 발표, ICU 혼란 가중[11]
- 2009년 3월 1일 KAIST에 통합되어 KAIST-ICC 설립[12]

## 같이 보기
- 한국과학기술원
- ICT폴리텍대학